# Prinz-Carl-Palais (München)

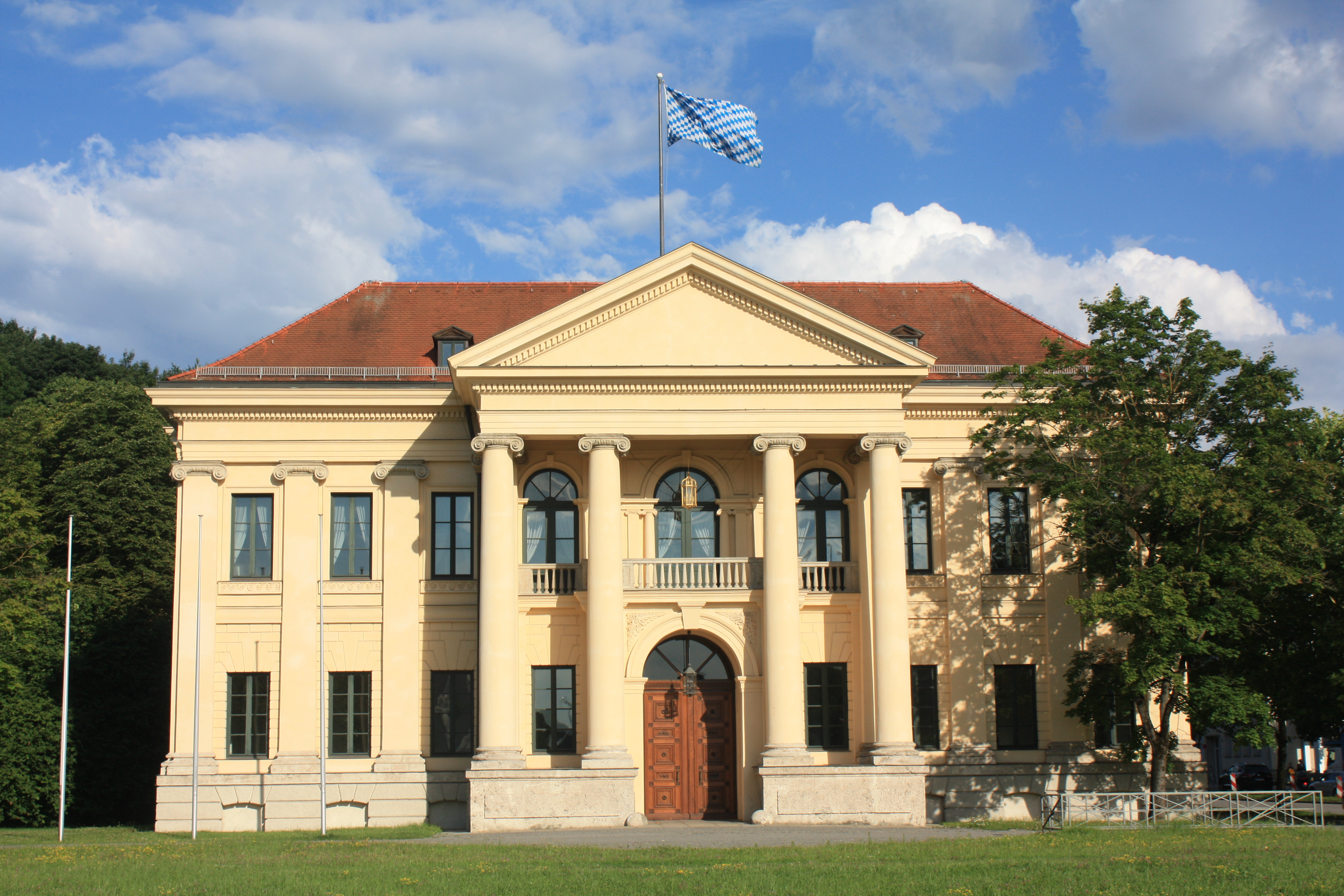
Prinz-Carl-Palais (2012)

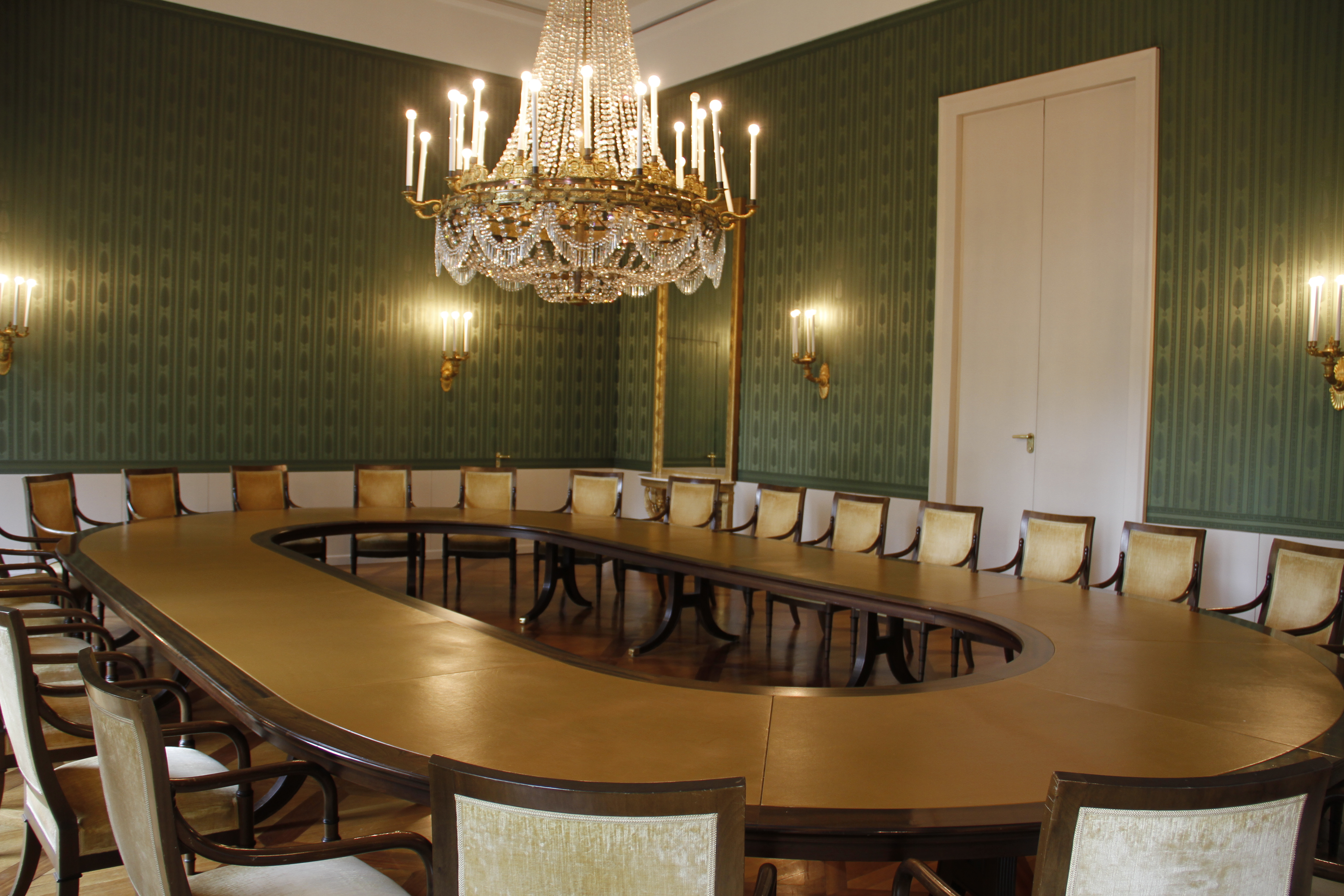
Ehemaliger Kabinettssaal

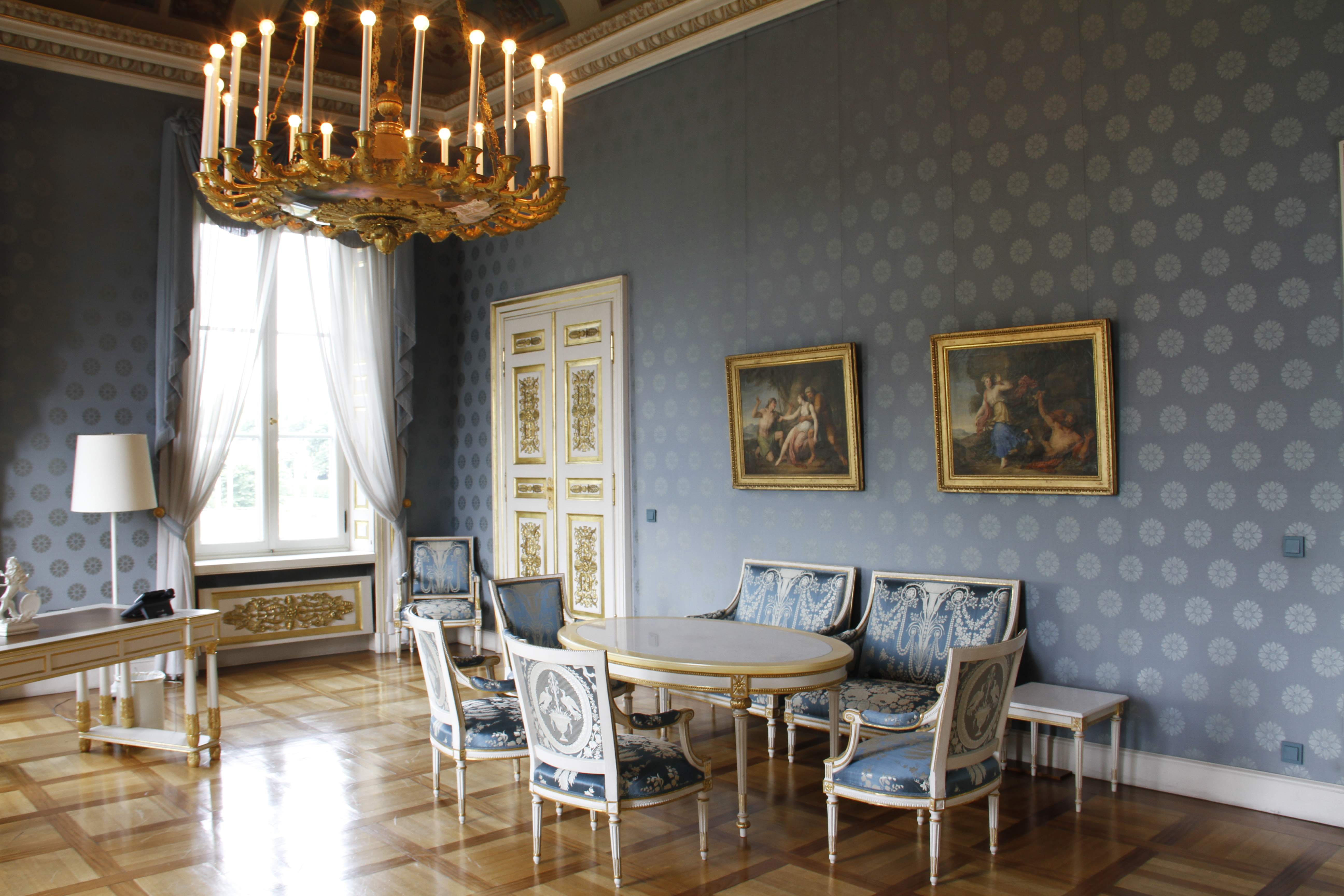
Ministerpräsidentenzimmer

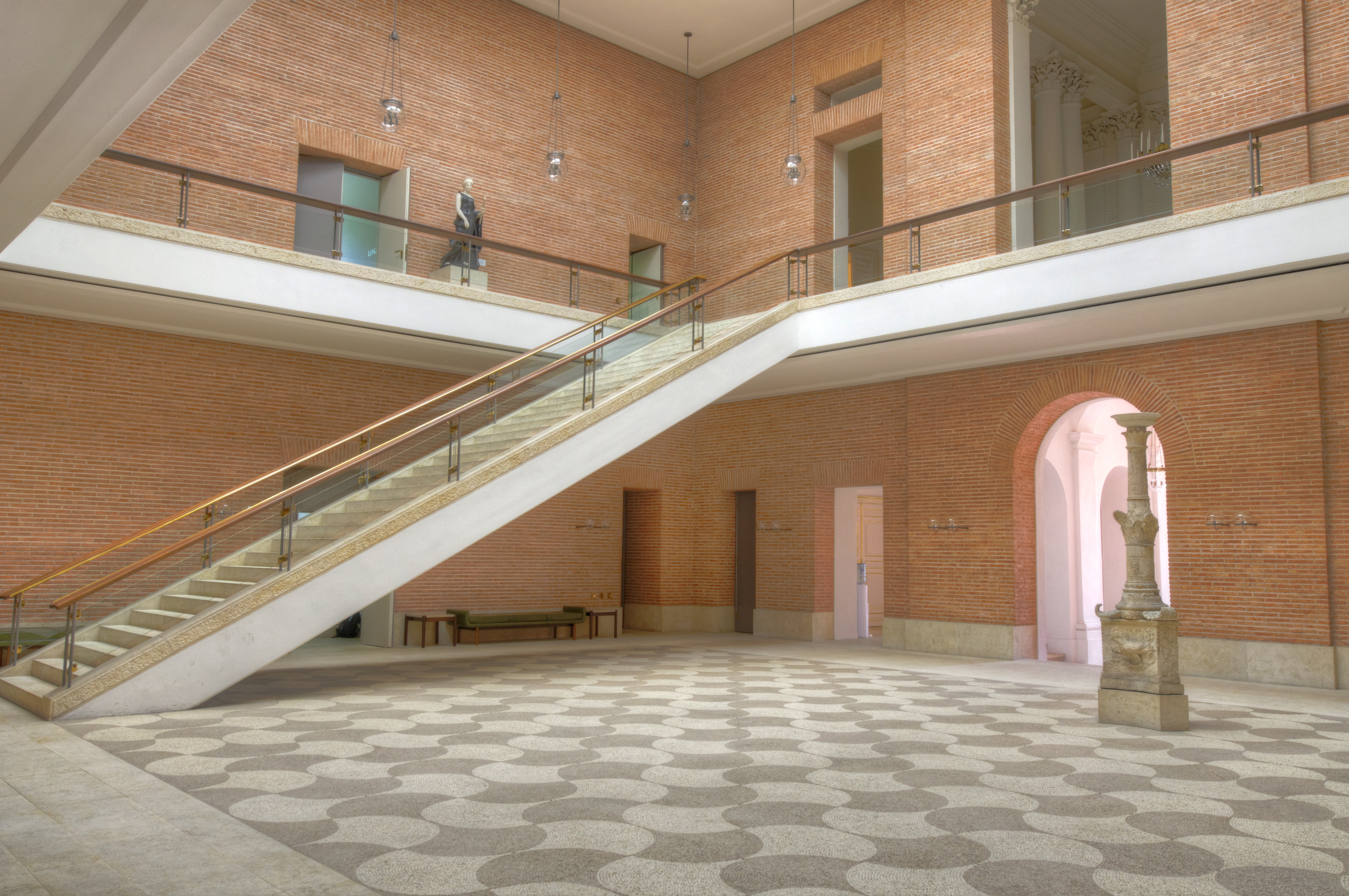
Mittelhalle mit Treppenhaus und Galerie

Das Prinz-Carl-Palais ist ein frühklassizistisches Palais in München. Es ist Amtssitz (nicht Wohnung) des Bayerischen Ministerpräsidenten, wird aber seit dem Bezug des Neubaus der Bayerischen Staatskanzlei im Jahre 1993 von der Staatsregierung nur noch für Repräsentationszwecke genutzt.

## Lage
Das Prinz-Carl-Palais (Franz-Josef-Strauß-Ring 5) befindet sich am Altstadtring auf einem Grundstück, das ehemals zur Wallbefestigung Münchens gehörte. Der ehemalige Gartenanteil des Grundstücks ist heute die Parkanlage Finanzgarten östlich des Gebäudes. Es bildet den optischen Beginn der Prinzregentenstraße und liegt zwischen Hofgarten und Englischem Garten.

## Geschichte
Der aus Lothringen stammende Kommendatar-Abt der Benediktinerabtei St. Mauritius in Tholey, Pierre de Salabert, Erzieher von Kurfürst Max IV. Joseph, dem späteren König Max I. Joseph, erwarb in umfangreichem Maße Grund im Bereich der ehemaligen Wallbefestigung, welcher die Anlage des später so genannten Finanzgartens ermöglichte. Im März 1803 wurde der erst 21-jährige Karl von Fischer mit der Planung des Palais Salabert beauftragt. Karl von Fischer musste den ersten ausgearbeiteten Entwurf unter Beibehaltung der repräsentativen Hauptfassade erheblich reduzieren: es blieb ein Komplex aus Haupttrakt und kurzem linksseitigen Flügel an der Rückseite übrig. Die Grundsteinlegung war am 24. Mai 1804; das Palais wurde im August 1806 bezogen. Nachdem Pierre de Salabert schon 1807 verstorben war, und Fischer noch keine Rechnung für seine Leistungen gestellt hatte, wandte er sich an den Nachlassverwalter, der ihn nach über zweijährigem Streit mit wenig mehr als einem Ersatz seiner Kosten abspeiste. Aus dem Nachlass erwarb König Max I. Joseph das Gebäude, das nun Palais Royal oder Pavillon Royal genannt wurde. Empfohlen hatte ihm den Kauf sein Hofgartenintendant Ludwig Sckell, der sich sorgte, dass ein anderer Käufer die Eingangssituation zum von ihm gestalteten Englischen Garten nachteilig verändern würde. Kurz nach seiner Thronbesteigung übertrug es König Ludwig I. am 14. November 1825 seinem Bruder, dem Prinzen Carl, der zum Namensgeber das Palais wurde und es durch Jean Baptiste Métivier beträchtlich erweitern ließ. Die Haupträume wurden 1827 bis 1830 durch Jean-Baptiste Métevier und Anton Schwanthaler neu dekoriert. Nach dem Tod Carls wurde das Palais 1876 Sitz der Österreichisch-Ungarischen Gesandtschaft, das es bis 1919 blieb. Bayern bat zwar in den ersten Nachkriegsjahren wiederholt um die Wiedererrichtung einer österreichischen Gesandtschaft in München, Wien jedoch ging auf diesen Wunsch aus Rücksichtnahme auf die Interessen der deutschen Reichsregierung wie der Alliierten nicht ein. 1924 wurde das Palais dann zur Dienstwohnung des Bayerischen Ministerpräsidenten bestimmt. Im August 1925 übernachtete Reichspräsident Paul von Hindenburg in den Gästeräumen des Palais.

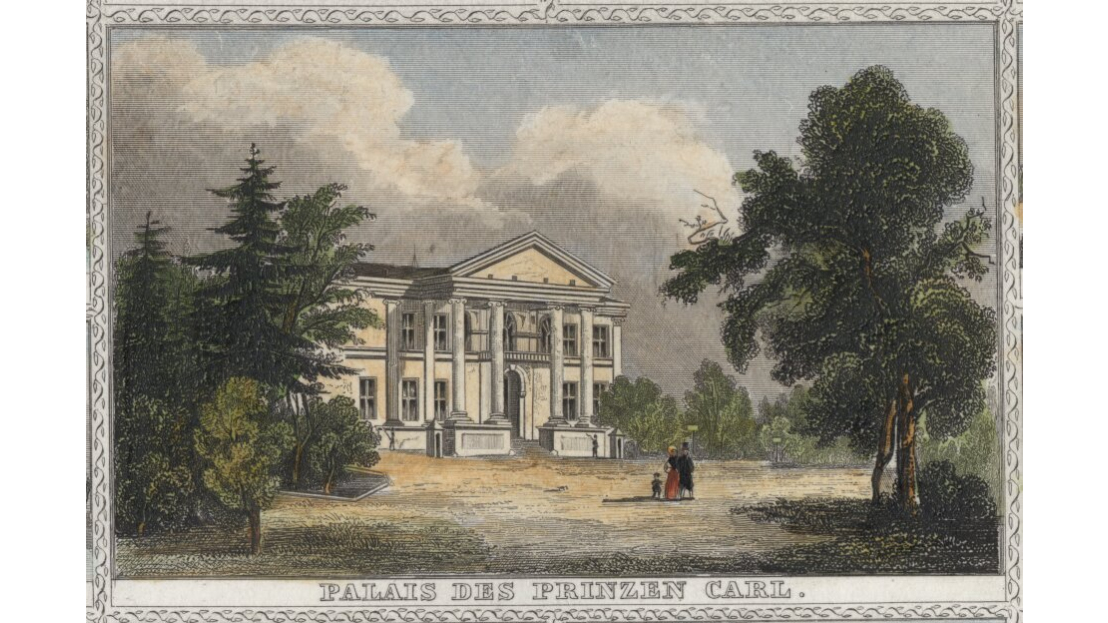
Prinz-Carl-Palais, 1846

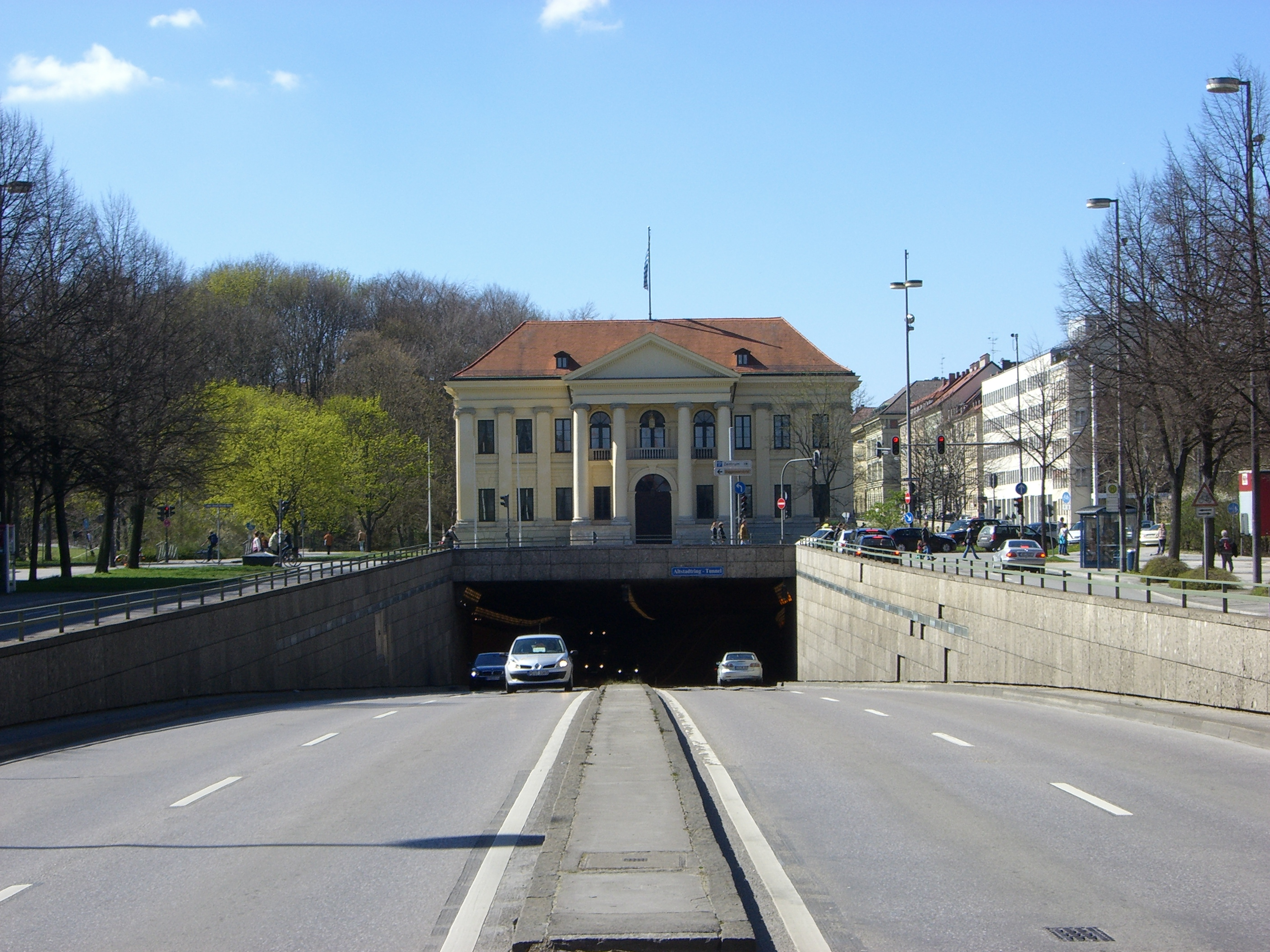
Prinz-Carl-Palais über dem Altstadtringtunnel

Nach der Gleichschaltung und Aufhebung der Bayerischen Staatsregierung durch die NS-Machthaber wurde es als Dienstsitz des Reichstatthalters von Epp genutzt. 1937 wurde das Prinz-Carl-Palais durch Fritz Gablonsky aufwendig zum Gästehaus umgebaut. Anlass war ein bevorstehender Besuch von Benito Mussolini. Das Palais wurde dabei beträchtlich nach Westen verlängert; der Nordflügel Métiviers, der wegen der gleichzeitigen Verbreiterung der Von-der-Tann-Straße abgerissen wurde, wurde durch einen neuen nach Plänen von Fritz Gablonsky, die nach dem Vorbild des Südflügels ausgearbeitet wurden, ersetzt. Bei diesem Umbau wurde das Volumen des Gebäudes fast verdoppelt und auch die bisherige Durchfahrt von Osten nach West geschlossen und stattdessen eine zentrale Treppenanlage in der Mitte des Gebäudes eingebaut.
Das Prinz-Carl-Palais überstand die Luftangriffe auf München im Zweiten Weltkrieg nur wenig beschädigt. Es wurde dann 1948 bis 1971 Sitz der neu gegründeten Bayerischen Akademie der Schönen Künste. Zusätzlich war das Palais von 1947 bis 1969 als Notquartier der Glyptothek und der Staatlichen Antikensammlungen gebraucht. Seit 1968 ist das Prinz-Carl-Palais Dienstsitz des Bayerischen Ministerpräsidenten, allerdings nicht als Wohnung und nur zu Repräsentationszwecken. Die Büros der Bayerischen Staatskanzlei waren in der ehemaligen Preußischen Gesandtschaft, etwa 600 m entfernt. Beim Bau des Altstadtringtunnels 1970 mussten die Kellerräume für die Unterfangung mit einer Stahlbetonplatte des Tunnels abgerissen werden; seitdem steht das Prinz-Carl-Palais quasi auf der Decke des Altstadtringtunnels.
In den Jahren 1971–1975 restaurierte und baute das Landbauamt München unter der Leitung von Hans Heid das Palais für rund 87 Millionen DM um. Dabei wurden die Gartenfront leicht vorgerückt und eine zentrale zweigeschossige Empfangshalle in modernen Formen mit Treppe, Galerie und Oberlicht eingefügt. Die Wände der Halle sind aus handgeschlagenen Ziegeln gefertigt. Im alten Flügel blieben drei Säle erhalten: Im ersten Stock der historische Festsaal und das Speisezimmer sowie im Erdgeschoss das Empfangszimmer des Ministerpräsidenten. Zwei weitere Räume im ersten Stock wurden mit teils historischen Möbeln eingerichtet, darunter der Kabinettsaal. Das Palais wurde durch den Ministerpräsidenten und den Leiter der Staatskanzlei genutzt. Auch die Sitzungen des Ministerrats (Kabinett) fanden hier statt. Am 5. Oktober 1988 wurde der verstorbene Ministerpräsident Franz Josef Strauß in der Eingangshalle aufgebahrt und die Öffentlichkeit nahm zahlreich von ihm Abschied.
Nach der Fertigstellung der neuen Bayerischen Staatskanzlei im Jahr 1993 zog der Ministerpräsident schließlich mit seinen Mitarbeitern in das neue Gebäude. Seitdem beschränkt sich die Nutzung des Palais auf Repräsentationszwecke. Das Prinz-Carl-Palais ist dem Ministerpräsidenten vorbehalten, selbst Minister haben nicht die Möglichkeit, Veranstaltungen in dem Haus durchzuführen. Eine der wenigen Möglichkeiten, das Gebäude zu besichtigen, ist der bis 2010 jährlich, seitdem unregelmäßig stattfindende Tag der offenen Tür der Staatskanzlei.

## Beschreibung
Das Prinz-Carl-Palais war der erste Bau des erst 21-jährigen Architekten Karl von Fischer. Die Gestaltung spricht dafür, dass er bei seinem Lehrer Maximilian von Verschaffelt, die Anschauung in Wien sowie den Lehrbüchern und Bildtafeln der Antike und des Palladianismus die Grundlagen gesammelt hat, um eine „überzeugende Schöpfung“ vorzulegen.
Das Grundstück mit dem von den Wallanlagen übriggebliebenen Hügel im Westen ließ die Ostseite zur natürlichen Schaufassade werden. Fischer entschied sich für einen weit vorgezogenen, dreiachsigen Portikus, der von vier ionischen Säulen getragen wird. Sie sind in zwei Zweiergruppen ausgeführt, die mittig eine breitere Durchfahrt durch das ganze Gebäude in den Hof auf der Westseite frei lassen. Über dem großen Torbogen ist im ersten Stock dem Festsaal mit seinen drei Rundbogenfenstern ein flacher Balkon vorgelagert. Beiderseits des Portikus weist die Fassade je weitere drei Achsen auf, so dass das Gebäude neunachsig ausgeführt wurde. Zwischen den Achsen der Seitenflügel reichen Pilaster über die volle Höhe des Gebäudes. Die Südseite war ursprünglich fünfachsig mit einem flachen Mittelrisalit, der von Dreiviertelsäulen begrenzt wurde. Hinzu kam an der Nordseite ein kleiner hakenförmiger Anbau. Der Anbau wurde ab 1825 von Jean Baptiste Métivier erheblich erweitert um Ställe, Remisen, eine Bibliothek sowie Wohnungen für mehrere Adjutanten und Unterkünfte für Diener. Dazu wurde er einerseits auf drei Stockwerke erhöht und verlängert. Dieser Anbau musste 1937 für die Verbreiterung der Von-der-Tann-Straße abgerissen werden. Um den Verlust an umbautem Raum auszugleichen, verlängerte Fritz Gablonsky die Nord- und Südfassaden um vier weitere Achsen nach Westen und verschob die Westfassade mit.  Bei der Sanierung 1971/75 wurde die Westfassade erneut, allerdings nur noch geringfügig, nach Westen ausgestellt, um die neue Mittelhalle und deren Zugänge unterzubringen.
Die Wände der Erdgeschosses sind mit einer angedeuteten Rustica gestaltet. Die Fassade war nach frühen Abbildungen und einer bauarchäologischen Untersuchung immer schon gelb gestrichen. Der heutige Farbton geht auf 1961 und die damalige Befundaufnahme zurück.

## Würdigung

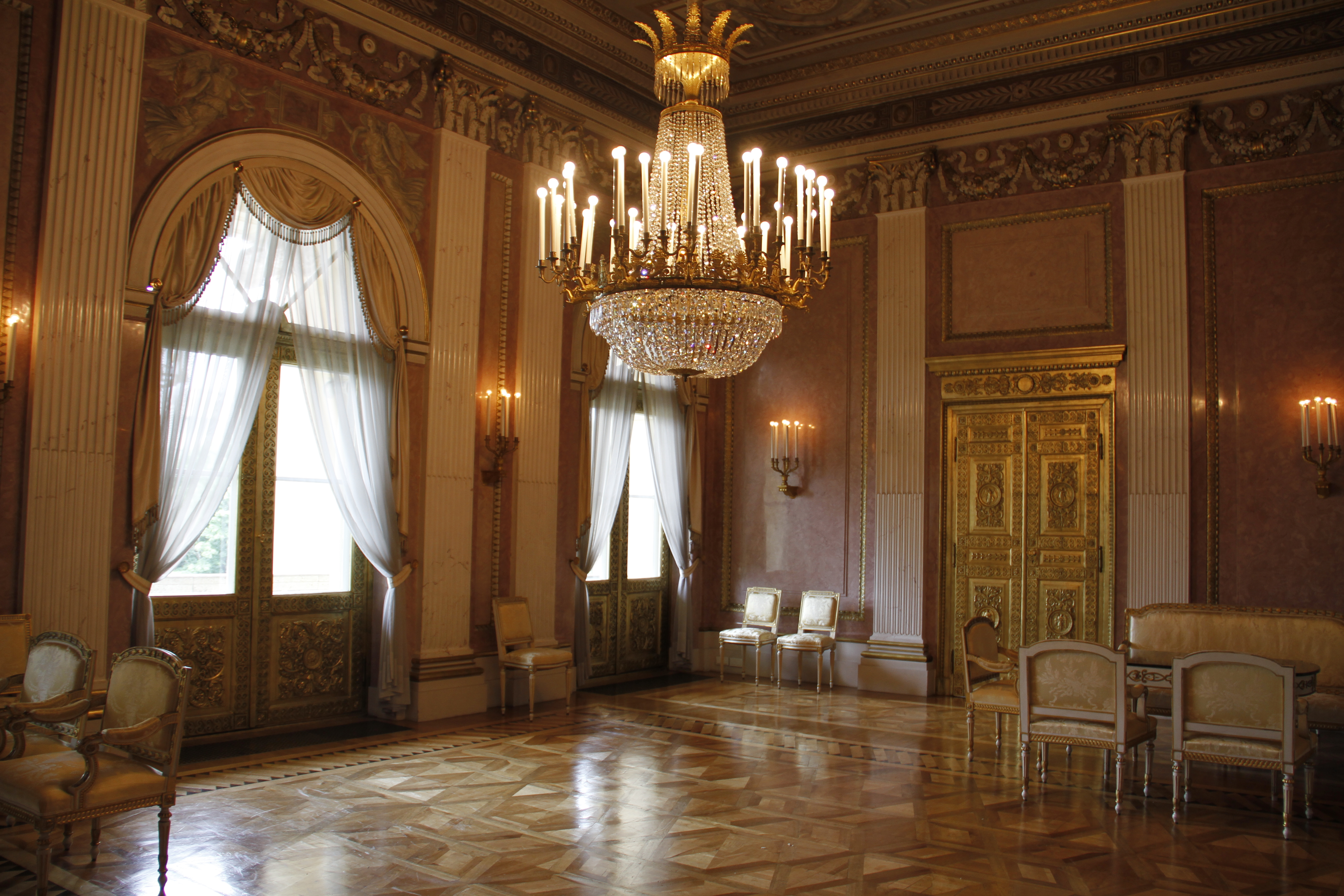
Festsaal

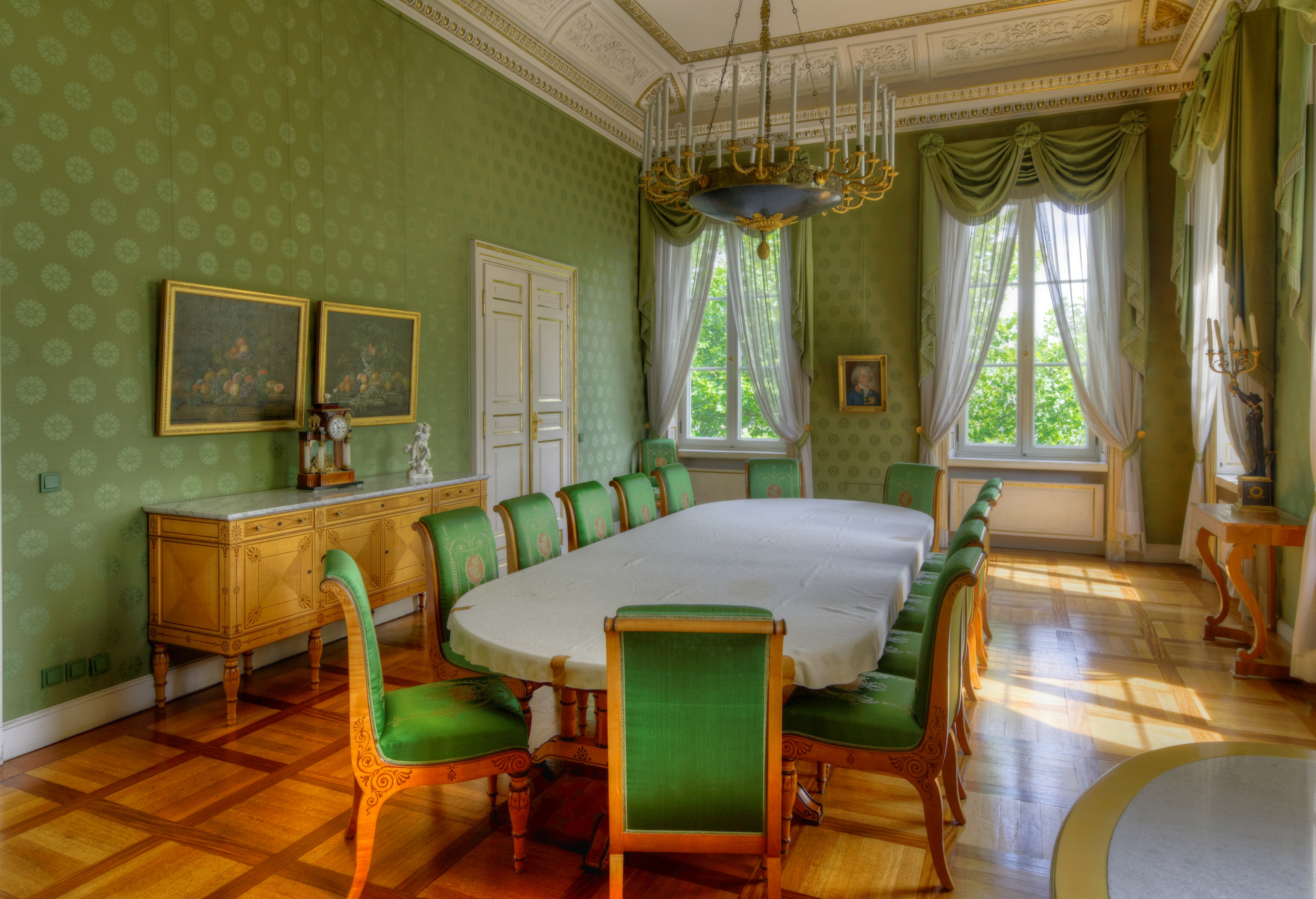
Speisezimmer

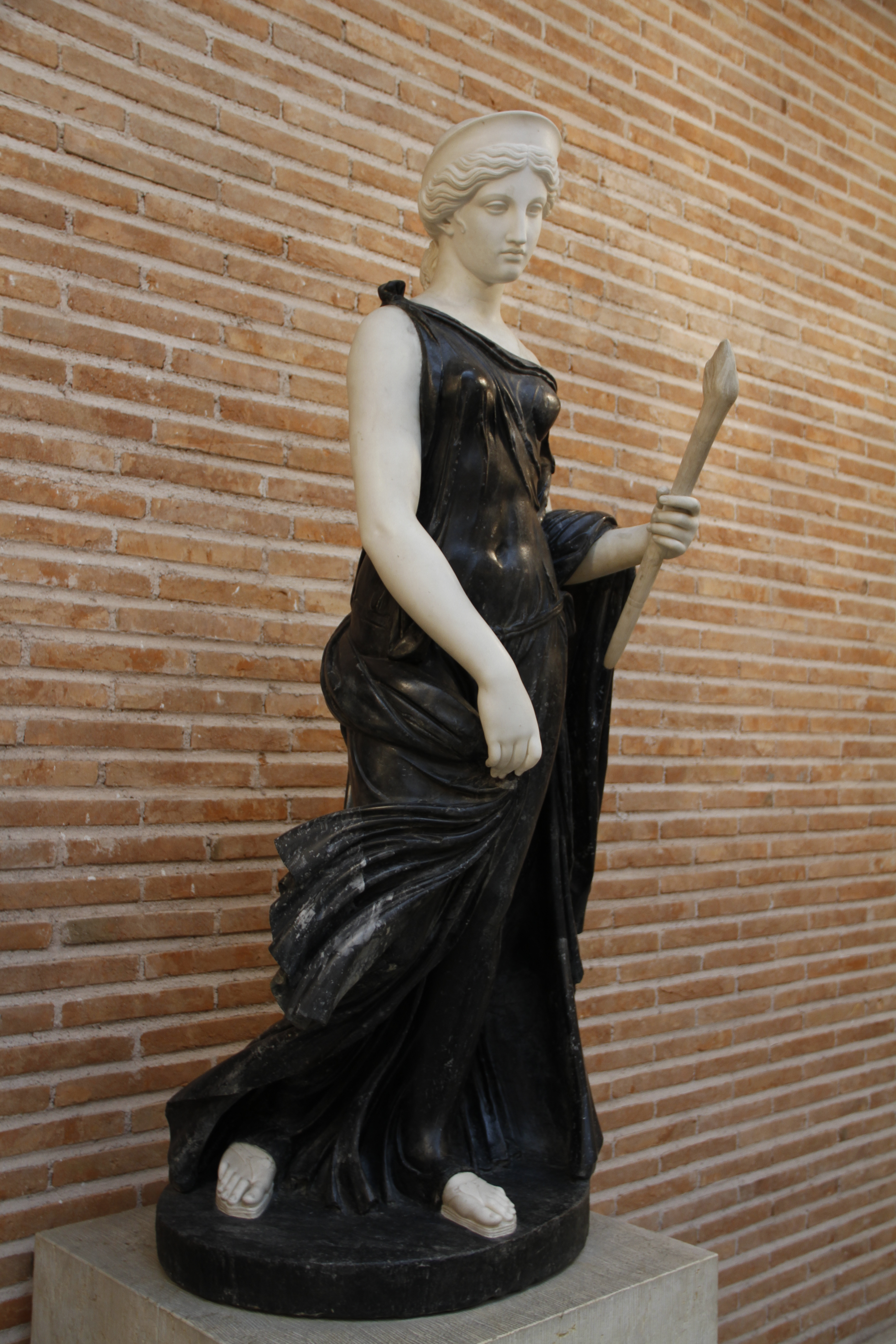
Statue der Nyx, Ludwig Schwanthaler unter Verwendung antiker Bruchstücke

Das Prinz-Carl-Palais ist ein Musterbeispiel des Münchner Frühklassizismus, wobei nur der Ostflügel vom originalen Bau stammt. Im Altbau des Ostflügels ist die klassizistische Raumausstattung – vor allem Tafelparkett, geschnitzte Füllungstüren, Stuckdekor und reiche Dekorationsmalerei an den Spiegeldecken – weitgehend erhalten geblieben. Sie wird wohl im Wesentlichen Métivier zuzuschreiben sein, wobei mindestens im Festsaal noch Elemente Fischers erhalten sind. Der rechteckige Festsaal im Obergeschoss sowie das weiß-blau gehaltene „Ministerpräsidenten-Zimmer“ gehören zu den bedeutendsten noch erhaltenen Innenräumen der Palais in München.
Im Innenraum des Palais finden sich Bilder aus dem Griechenlandzyklus von Carl Rottmann (1797–1850), der im Auftrag Ludwigs I. entstand und als Rottmanns Hauptwerk gilt. Zu sehen sind „Sikyon mit Korinth“ (Griechenlandzyklus Nr. 18), „Eleusis“ (Nr. 22), „Das Löwentor von Mykene“ (Nr. 2) und „Olympia“ (Nr. 16). Im Erdgeschoss findet sich ein Marmorkandelaber aus römischer Kaiserzeit. Im Rundgang des Obergeschosses finden sich eine Statue der Flora aus Carrara-Marmor (Pietro Tenerani, 1789–1869, Rom) und der Nyx (Ludwig Schwanthaler, 1802–1848, München, montiert aus antiken Teilen aus weißem und von ihm hinzugefügten Teilen aus schwarzem Marmor).